# プリンセサ・デ・アストゥリアス級装甲巡洋艦
| プリンセサ・デ・アストゥリアス級装甲巡洋艦 | プリンセサ・デ・アストゥリアス級装甲巡洋艦 |
| ------------------------------------------ | --- |
| 1914年に撮影されたカタルーニャ             | |
| 艦級概観                                   | |
| 艦種                                       | 装甲巡洋艦 |
| 艦名                                       | |
| 前級                                       | クリストーバル・コロン |
| 次級                                       | カナリアス級 |
| 性能諸元                                   | |
| 排水量                                     | 常備：6,890トン 満載：7523トン |
| 全長                                       | 111.0m |
| 水線長                                     | 106.0m |
| 全幅                                       | 19.81m |
| 吃水                                       | 6.55m |
| 機関                                       | 形式不明石炭専焼水管缶6基 +三段膨張式レシプロ機関2基2軸推進                                                                                                   |
| 最大出力                                   | 10,500hp（公試：14,800hp） |
| 最大速力                                   | 18.5ノット（公試：20ノット） |
| 航続距離                                   | 10ノット/6,500海里 |
| 燃料                                       | 石炭1,180トン |
| 乗員                                       | 542名 |
| 兵装                                       | ギジェン 1896年型 24cm（42口径）単装砲2基 カネー 14cm（40口径）単装砲8基 5.7cm（40口径）速射砲8基 ノルデンフェルト 37mm機関砲10基 45.7cm水中魚雷発射管単装5基 |
| 装甲                                       | 舷側：300mm（水線面主装甲）、150mm（水線面末端部） 甲板：57mm（主甲板） 主砲防盾：100mm 主砲バーベット：200mm（最厚部） 司令塔：200mm（最厚部）               |

プリンセサ・デ・アストゥリアス級装甲巡洋艦（スペイン語：Cruceros acorazados Clase Princesa de Asturias）は、スペイン海軍が国産した装甲巡洋艦の艦級で3隻が建造された。

## 概要
本級が計画された頃のスペイン海軍では前弩級戦艦ペラヨの姉妹艦を建造する予定であったが、この時期にドイツ帝国が植民地獲得に乗り出し、スペインの植民地であるカロリン諸島の脅威となりつつあったため、この予算を植民地防衛用の新型装甲巡洋艦に充てる事となった。これが本級で、海軍計画により3隻とも国産建造された。

## 艦形
本艦は乾舷の高い平甲板型船体に当時の主流である水面下に衝角を持つ艦首から、艦首甲板上に24cm砲を単装式の1番露砲塔で前向きに1基を配置、その背後に司令塔を下部に組み込んだ艦橋は両側に船橋（ブリッジ）を持っており、その後部に1段の見張り所を持つ単脚式の前部マストが立つ。
船体中央部には2本煙突が立ち、煙突の周囲には艦内への吸気用として煙管型の通風筒が立てられている。3番煙突の後部は艦載艇置き場となっており、その後方に立つ後部マストの基部に付いたクレーン1基により運用された。後部甲板上には後部マストが立ち、後24cm2番露砲を塔ろ向きに1基を配置。
副砲の14cm速射砲は舷側甲板上に防盾の付いた単装砲架で片舷4基の計8基を配置していた。近接火器として5.7cm速射砲が単装砲架で計10基が配置されていた。他に対水雷艇用に3.7cm機関砲が計10基が配置されていた。
この武装配置により前後方向に最大で24cm砲1門・14cm砲2門、左右方向に24cm砲2門、14cm砲4門を向けることが出来た。

## 武装

### 主砲
主砲は国産の「1886年型 24cm（42口径）ライフル砲」を採用した。この砲は装甲巡洋艦「クリストーバル・コロン」の主砲にも採用された砲である。その性能は150kgの重量級砲弾を、最大仰角20度で14,000mまで届かせられ、射程4,200mでクルップ鋼板に対し24.8cmの貫通能力を、14,000mで84cmの貫通能力を有していた。
この砲を新設計の単装式の露砲塔に収めた。本艦の露砲塔は最厚部で122mmに達する強固なカバーを被せており、砲身は使用しない時は砲塔内に格納できる凝った機構を用いていた。砲塔の俯仰能力は仰角20度・俯角5度である。旋回角度は単体首尾線方向を0度として左右125度の旋回角度を持つ、主砲身の俯仰・砲塔の旋回・砲弾の揚弾・装填は主に電動で行われ、補助に人力を必要とした。発射速度は1分間に1発であった。

### その他の備砲・水雷兵装
副砲はスペインがフランス企業に依存していたため「カネー 1884年型 14cm（40口径）速射砲」を採用した。その性能は36.5kgの砲弾を、最大仰角25度で15,000mまで届かせられた。この砲を単装砲架で片舷4基ずつ計8基を舷側ケースメイト（砲郭）配置した。俯仰能力は仰角25度・俯角10度である。旋回角度は300度の旋回角度を持つ、砲身の俯仰・砲塔の旋回・砲弾の揚弾・装填は主に人力を必要とした。発射速度は1分間に4発であった。
他に対水雷艇迎撃用に5.7cm（40口径）速射砲を単装砲架で8基、ノルデンフェルト 3.7cm機関砲を単装砲架で10基。対艦攻撃用に45.7cm魚雷発射管を舷側部に単装発射管を片舷2基の計4基、艦首部に45.7cm水中魚雷発射管1基を配置するなど小型の船体に数多くの武装を配置していた。

## 防御
本艦の防御力は排水量の割に優秀で、舷側装甲は末端部でさえ150mm、中央部は300mmにも達する重厚な水線部装甲を持っていた。砲塔の防盾も最厚部が100mm、バーベットも200mmであった。

## 同型艦
- プリンセサ・デ・アストゥリアス（Princesa de Asturias）

カラッカ海軍造船所にて1889年9月23日に起工、1896年10月17日進水、1903年6月10日就役。1927年12月に除籍後、解体処分。
- カルデナル・シスネロス（Cardenal Cisneros）

エル・フェロル海軍造船所にて1890年9月1日に起工、1897年3月19日進水、1903年3月30日就役。1905年10月28日に喪失。
- カタルーニャ（Cataluña）

カラッカ海軍造船所にて1890年に起工、1900年9月24日進水、1904年就役。1929年に除籍後、解体処分。